# Glomel
Glomel település Franciaországban, Côtes-d’Armor megyében. Lakosainak száma 1412 fő (2022. január 1.). Glomel Langonnet, Plouray, Rostrenen, Kergrist-Moëlou, Maël-Carhaix, Mellionnec és Paule községekkel határos.

## Népesség
A település népességének változása:
| Lakosok száma | 2132 | 1534 | 1460 | 1402 | 1401 | 1412 | 1380 | 1370 | 1350 | 1412 |
|               | 1968 | 1982 | 1999 | 2006 | 2011 | 2015 | 2017 | 2018 | 2020 | 2022 |